# Svartsjön (Ängersjö socken, Hälsingland)
Svartsjön är en sjö i Härjedalens kommun i Hälsingland och ingår i Ljusnans huvudavrinningsområde. Sjön har en area på 0,275 kvadratkilometer och ligger 410,5 meter över havet. Sjön avvattnas av vattendraget Hunnilan.

## Delavrinningsområde
Svartsjön ingår i det delavrinningsområde (687651-144893) som SMHI kallar för Utloppet av Hunnilsjön. Medelhöjden är 430 meter över havet och ytan är 17,25 kvadratkilometer. Det finns inga avrinningsområden uppströms utan avrinningsområdet är högsta punkten. Hunnilan som avvattnar avrinningsområdet har biflödesordning 2, vilket innebär att vattnet flödar genom totalt 2 vattendrag innan det når havet efter 229 kilometer. Avrinningsområdet består mestadels av skog (67 procent) och sankmarker (15 procent). Avrinningsområdet har 1,71 kvadratkilometer vattenytor vilket ger det en sjöprocent på 9,9 procent.